# گرتشتات
گرتشتات (به آلمانی: Grettstadt) یک شهر در آلمان است که در بایرن واقع شده‌است.

## خصوصیات
گرتشتات ۳۴٫۹۳ کیلومترمربع مساحت دارد ۲۳۲ متر بالاتر از سطح دریا واقع شده‌است.